# Vanutí (Holan)
Vanutí (Powiew) – tomik wierszy czeskiego poety Vladimíra Holana opublikowany w 1932. Zalicza się do pierwszej, symbolistycznej i hermetycznej, fazy rozwoju liryki poety. Utwory składające się na tomik są napisane głównie wierszem nieregularnym. Holan posługuje się też instrumentacją głoskową.